# Oligoryzomys brendae
El colilargo de Brenda (Oligoryzomys brendae) es una especie de roedor integrante del género Oligoryzomys de la familia Cricetidae. Habita en el centro-oeste de Sudamérica.

## Taxonomía
Esta especie fue descrita originalmente en el año 1998 por el zoólogo argentino Massoia.
Localidad tipo
La localidad tipo referida es: el cerro San Javier, departamento Tafí Viejo, Tucumán, Argentina, a una altitud de 1000 m s. n. m..
Etimología
Etimológicamente, el  término específico es un epónimo que refiere al nombre de la nieta del autor.

## Distribución geográfica y hábitat
Esta especie es endémica de las selvas de las yungas del noroeste de la Argentina, desde Salta, pasando por Tucumán hasta el este de Catamarca.

## Conservación
Según la organización internacional dedicada a la conservación de los recursos naturales Unión Internacional para la Conservación de la Naturaleza (IUCN), al haber muy poca información sobre su distribución, población total y sus requisitos ecológicos, la clasificó como una especie con: “Datos insuficientes” en su obra: Lista Roja de Especies Amenazadas.